# José Contreras Verna
José David Contreras Verna (Guasdualito, 20 de outubro de 1994) é um futebolista profissional venezuelano que atua como goleiro, atualmente defende o Barcelona de Guayaquil.

## Carreira
José Contreras Verna fez parte do elenco da Seleção Venezuelana de Futebol da Copa América de 2016.